# КТМ-6
КТМ-6 (Урал-6, 71-606) — дослідний радянський високопідлоговий чотиривісний трамвайний вагон. Був побудований на Усть-Катавський вагонбудівному заводі в 1976 року в двох екземплярах.

## Історія створення
Після запуску в серійне виробництво вагонів серії КТМ-5М3 перед конструкторами УКВЗ постало завдання удосконалити його конструкцію. Пріоритетом при створенні нової моделі було покращення комфорту пасажирів і техніко-економічних показників трамвайного вагона.
У 1975 році СКБ УКВЗ на чолі з головним конструктором А. В. Федотовим спільно з ВНДІ вагонобудування був розроблений проект нового трамвай трамвайного вагона, що отримав позначення КТМ-6. За основу нової моделі вирішено було взяти серійний вагон КТМ-5М3.
У конструкцію були внесені наступні зміни: зменшена висота кузова до 3050 мм при одночасному збільшенні ширини кузова до 2650 мм, замість електромашинного перетворювача введений статичний напівпровідниковий перетворювач 550 В → 24 В, люмінесцентне освітлення з живленням від низьковольтної ланцюга. Змінено конструкцію колісної пари, посилено малий кожух редуктора, встановлено гідравлічні гасники коливань у центральному підвішуванні. Як тягових електродвигунів застосовані ДК-260А потужністю 52 кВт. Як зчіпний пристрій застосовані автоматичні зчеплення, головка яких уніфікована з головкою зчіпного пристрою РВЗ-7. На даху вагонів були встановлені високовольтні розетки для забезпечення роботи поїзда по системі багатьох одиниць від одного пантографа. У кооперації зі Свердловським відділенням ВНДІ технічної естетики спроектовано нові симетричні торцеві частини кузова вагона.

## Влаштування вагона

### Кузов
Кузов трамвая з цільнозварним каркасом, що несе, виготовлений зі сталевих штампованих профілів, переважно замкнутого прямокутного перерізу. Обшивка кузова, виконана із сталевих гофрованих листів товщиною 0,8 мм, кріпиться до каркасу заклепками та гвинтами. Обшивка даху з листів склопластику до обв'язувальних елементів і дуг каркаса кузова кріпиться болтами.

### Салон
Внутрішня обшивка стін і стелі салону виконана з дерев'яно-волокниста плита, фарбованих емаль світлих тонів; підлога — з бакелізованою фанери. Між обшивками покладений шар теплоізоляції з пінопласту марки ПСБ-С. Підлога зверху покрита рифленим гумовим килимком, між підлогою та рамою кузова встановлені вібродемпфуючі гумові прокладки. У пасажирському салоні встановлено два ряди м'яких крісел: з одного боку — одномісні, з іншого — здвоєні. У бічній стіні є три засувні двері (шириною 1400 мм), відкриття та закривання яких здійснюються електромеханічним приводом із серієсним двигуном, централізовано з кабіни водія. Освітлення здійснюється з використанням люмінесцентна лампа. Опалення проводиться за допомогою електропечок, розміщених у тумбах крісел. Вентиляція вагона — природна і примусова. У вагоні встановлені чотири електровентилятори, які подають зовнішнє повітря через повітрозабірні отвори та порожнини в бічних стінах.

### Двигун
Вагон обладнаний чотирма тяговими двигунами змішаного збудження. Крутящий момент від тягових двигунів через карданна передача з пружною муфтою і одноступінчастий редуктор із зачепленням Новікова передається на колі пари візка. Живлення тягових двигунів здійснюється від контактної мережі з номінальною напругою 550 В постійного струму через токоприймач пантографного типу. Система управління вагона - непряма напівавтоматична з груповим контролером типу ЕКГ-33Б. Живлення ланцюгів управління - від статичного перетворювача типу БПН-3,5 і акумуляторної батареї напругою 24 В, ємністю 250 Ач.

### Візки
Візки вагонів — безрамної конструкції із незалежною підвіскою тягових двигунів. Поздовжні балки сталевими татами спираються через гумові прокладки на кожух редуктора у місцях розташування осьових підшипників. Ресорне підвішування складається з гумометалевих елементів, гвинтових пружин і гідравлічних гасників коливань похилого типу, колеса - підгумовані. На візку встановлені соленоїди приводу механічного гальма та електромагнітні черевики рейкового гальма.

### Гальма
Вагон обладнаний електродинамічним, механічним барабанним та електромагнітним рейковим гальмами. Механічний барабанний гальмо має електричний соленоїдний привід з пружинним акумулятором.

### Інше
Трамвайний вагон обладнаний радіотрансляційною установкою, звуковою та світловою сигналізацією, захистом від радіоперешкод та грози, а також розетками міжвагонних з'єднань, пісочницями та механічним зчепленням.

## Випробування
Досвідчену партію з двох вагонів виготовили в 1976 році. Один із вагонів, поряд із ленінградським ЛМ-68М і ризьким РВЗ-7, демонструвався в Москве на міжнародній виставці «Інтерпобутмаш-76», що проводилася у вересні 1976 року в Сокільниках.
У липні 1977 року обидва вагони надійшли в депо № 2 міста Челябінськ для проведення випробувань, де отримали бортові номери 2150 і 2151 (фото) . У листопаді 1977 року один із вагонів розпочав роботу з пасажирами на маршруті № 3.
У лютому 1978 року почалися випробування поїзда по системі багатьох одиниць. В результаті випробувань було встановлено, що низка нових вузлів забезпечує кращі характеристики, ніж аналогічні на вагонах [71-605]. Зокрема, удосконалення низьковольтних бортових ланцюгів дозволило зменшити сумарну споживану потужність. Однак такі вузли, як статичний перетворювач, акумуляторні батареї та дверний привід не забезпечували необхідної надійності в експлуатації. Заводу «Динамо» було доручено вдосконалити конструкцію статичного перетворювача.
У червні 1980 року відбулося приймання вагонів міжвідомчою комісією. З огляду на тривале доопрацювання статичного перетворювача і низьковольтних ланцюгів вагона, а також заміни ряду перспективних вузлів серійними, виробництво вагона не було дозволено.

## Подальша доля
Наприкінці 1980 року дослідні вагони були повернуті на УКВЗ. Там їх пристосували для перевезення пасажирів випробувальною лінією, де вони пропрацювали до 1992 року. За результатами МВК ряд нововведень, застосованих на дослідних вагонах, вирішено було впровадити на серійних 71-605.
Надалі зовнішній вигляд кабіни та задньої частини 71-606 був використаний на модернізованих вагонах 71-605РМ.